# Équirre
Équirre település Franciaországban, Pas-de-Calais megyében. Lakosainak száma 77 fő (2022. január 1.). Équirre Prédefin, Lisbourg, Teneur, Bergueneuse, Crépy és Heuchin községekkel határos.

## Népesség
A település népességének változása:
| Lakosok száma | 63   | 67   | 73   | 76   | 80   | 80   | 81   | 82   | 77   |
|               | 2013 | 2015 | 2016 | 2017 | 2018 | 2019 | 2020 | 2021 | 2022 |